# António Alberto Bastos Pimparel
António Alberto Bastos Pimparel, mais conhecido apenas como Beto (Loures, 1 de maio de 1982), é um futebolista português que actua como guarda-redes. Actualmente está sem clube.

## Carreira
Formou-se nas escolas do Sporting e jogou em vários clubes dos diversos escalões do futebol português. Em 2006 ingressou no Leixões Sport Club onde fez uma época de grande destaque em 2008/09. No final dessa época foi contratado pelo Futebol Clube do Porto.
Em 10 de Maio de 2010 foi convocado para representar a Selecção Portuguesa de Futebol no Campeonato do Mundo África do Sul 2010 como 2.º guarda-redes. Porém não tomou parte em jogo algum com Eduardo a ser titular em todos os quatro jogos.

### Sporting
No dia 5 de agosto de 2016, Beto foi oficializado como reforço do Sporting, tendo assinado um contrato com a duração de duas temporadas com mais uma de opção. O internacional português ficou com a cláusula de rescisão de 45 milhões de euros.

## Títulos
Leixões
- Campeonato Português - 2.ª divisão: 2006–07

Porto
- Campeonato Português: 2010–11
- Taça de Portugal: 2009-10, 2010–11
- Supertaça Cândido de Oliveira: 2009, 2010
- Liga Europa: 2010–11

Cluj
- Campeonato Romeno: 2011–12

Braga
- Taça da Liga: 2012–13

Sevilla
- Liga Europa: 2013–14, 2014–15, 2015–16

Seleção Portuguesa
- Liga das Nações da UEFA: 2018–19